# Craig Eastmond
Craig Leon Eastmond (Londen, 9 december 1990) is een Engelse voetballer die onder contract staat bij Arsenal. Hij kan spelen als verdedigende middenvelder of als rechtsback.

## Clubs
Eastmond begon zijn carrière in de jeugdopleiding van Millwall, maar vertrok op elfjarige leeftijd naar de opleiding van Arsenal. In 2009 won hij met deze club de FA Youth Cup.
Zijn debuut in het eerste elftal maakte hij op 28 oktober 2009 tegen Liverpool voor de League Cup. Hij hielp mee met de voorbereiding voor de eerste goal tijdens deze wedstrijd, die Arsenal met 2-1 won. Op 30 december maakte hij zijn debuut in de Premier League, toen hij in de 85e minuut mocht invallen tegen Portsmouth. Een paar weken later kreeg hij een contractverlenging als beloning voor zijn goede ontwikkeling van de laatste tijd.

## Statistieken
| Seizoen | Club    | Wedstrijden | Doelpunten | Competitie     |
| ------- | ------- | ----------- | ---------- | -------------- |
| 2009/10 | Arsenal | 1           | 0          | Premier League |

## Erelijst
Arsenal
- FA Youth Cup
- Premier Academy League